# اوب-لا-دی، اوب-لا-دا
اوب-لا-دی، اوب-لا-دا (به انگلیسی: Ob-La-Di, Ob-La-Da) ترانه‌ای از گروه راک انگلیسی، بیتلز است که توسط پل مک‌کارتنی نوشته شده، اما به نام لنون-مک‌کارتنی ثبت شده است. این ترانه در آلبوم سال ۱۹۶۸ گروه که بیتلز نام دارد (عموماً به آن آلبوم سفید می‌گویند) قرار داده شده است. این ترانه در همان سال در بسیاری از کشورها به صورت یک تک‌اهنگ هم منتشر شد، اما در بریتانیا و ایالات متحده یک سال بعد و در سال ۱۹۷۶ این اتفاق افتاد. پل مک‌کارتنی این ترانه را وقتی نوشته که هایلایف و رگی در حال محبوب شدن در بریتانیا بودند. جمله ابتدایی ترانه «دزموند یک غرفه در بازارچه دارد» اشاره‌ای به اولین خواننده جامائیکایی سبک اسکا و رگی، دزموند دکر دارد که به شهرت بین‌المللی رسید و همان موقع یک تور موفقیت‌آمیز در بریتانیا برگزار کرده بود. بند «اوب-لا-دی، اوب-لا-دا، زندگی می‌گذره برادر!» (به انگلیسی: ob-la-di, ob-la-da, life goes on, bra) عبارتی بود که توسط نوازنده کونگا نیجیریه‌ای، Jimmy Scott-Emuakpor استفاده می‌شد و او از دوستان مک‌کارتنی بود.